# Tour di Gaia
Questa pagina contiene tutti i tour musicali sostenuti dalla cantautrice italiana Gaia nel corso della sua carriera.

## Finalmente in tour
Il Finalmente in tour è il primo tour musicale della cantautrice italiana Gaia, a supporto del suo primo album in studio Genesi.

### Scaletta
1. Chega
2. Densa
3. What I Say
4. Mi ricordo un po' di me
5. Coco Chanel
6. Fucsia
7. Stanza 309
8. Il rosso delle rose
9. Bela Flor
10. Calma
11. Cuore amaro
12. Boca

### Date del tour
| Data              | Città                          | Stato  | Luogo                                    |
| ----------------- | ------------------------------ | ------ | ---------------------------------------- |
| 1º luglio 2021    | Mantova                        | Italia | Arena Bike                               |
| 10 luglio 2021    | Santa Marinella (RM)           | Italia | Castello di Santa Severa                 |
| 17 luglio 2021    | Napoli                         | Italia | Giardini di Palazzo Reale                |
| 29 luglio 2021    | Fossato di Vico (PG)           | Italia | Suoni Controvento (Piazza Saint Ambroix) |
| 4 agosto 2021     | Piombino (LI)                  | Italia | Altrascena Festival                      |
| 10 agosto 2021    | Milazzo (ME)                   | Italia | Mash Festival (Castello di Milazzo)      |
| 12 agosto 2021    | Ripatransone (AP)              | Italia | Teatro delle Fonti                       |
| 18 agosto 2021    | Amendolara (CS)                | Italia | Anfiteatro Piazza Giovanni XXIII         |
| 26 agosto 2021    | Taranto                        | Italia | Orfeo Summer Festival (Villa Peripato)   |
| 28 agosto 2021    | Lignano Sabbiadoro (UD)        | Italia | Arena Alpe Adria                         |
| 4 settembre 2021  | Santa Caterina Villarmosa (CL) | Italia | Villa Hermosa Festival                   |
| 15 settembre 2021 | Lanciano (CH)                  | Italia | Parco Villa delle Rose                   |

## Alma tour
L'Alma tour è il secondo tour musicale della cantautrice italiana Gaia, a supporto del suo secondo album in studio Alma. A causa della pandemia di COVID-19 il tour è stato rimandato più volte: inizialmente era previsto per gennaio-febbraio 2022, poi posticipato ad ottobre dello stesso anno, e infine a marzo-aprile 2023.

### Scaletta
1. Fé
2. Alma
3. Densa
4. Bandiera
5. Fita do Bonfim
6. Pomeriggio
7. Nuvole di zanzare
8. Occhi e jeans
9. Mare che non sei
10. Cuore
11. Luna
12. Louca
13. What I say
14. Bela Flor
15. Marina
16. Coco Chanel
17. Sem tu
18. Ginga
19. Salina
20. Paranauè
21. Estasi
22. Chega
23. Boca

### Date del tour
| Data          | Città         | Stato  | Luogo               |
| ------------- | ------------- | ------ | ------------------- |
| 21 marzo 2023 | Pozzuoli (NA) | Italia | Duel Beat           |
| 23 marzo 2023 | Firenze       | Italia | Viper Theatre       |
| 27 marzo 2023 | Torino        | Italia | Hiroshima Mon Amour |
| 29 marzo 2023 | Milano        | Italia | Santeria Toscana    |
| 5 aprile 2023 | Roma          | Italia | Atlantico Live      |

## Gaia Summer tour 2024
Il Gaia Summer tour 2024 è il terzo tour musicale della cantautrice italiana Gaia.

### Scaletta
1. Densa
2. Stanza 309
3. Il rosso delle rose
4. Fucsia
5. Mi ricordo un po' di me
6. Coco Chanel
7. Fotogramas
8. Bandiera
9. Cuore amaro
10. Boca
11. Bela Flor
12. Musica leggerissima
13. Mas que nada
14. Mi sono innamorato di te
15. Chega

### Date del tour
| Data           | Città                    | Stato  | Luogo                                |
| -------------- | ------------------------ | ------ | ------------------------------------ |
| 14 giugno 2024 | Bologna                  | Italia | We Make Future                       |
| 5 luglio 2024  | Rimini                   | Italia | Notte Rosa                           |
| 13 luglio 2024 | Massa (MS)               | Italia | Piazza Aranci                        |
| 18 luglio 2024 | Polistena (RC)           | Italia | Piazza della Repubblica              |
| 19 luglio 2024 | Monopoli (BA)            | Italia | Porto Rubino                         |
| 26 luglio 2024 | Cefalù (PA)              | Italia | Cefalù Summer Festival               |
| 27 luglio 2024 | Delianuova (RC)          | Italia | Piazza Vittorio Emanuele             |
| 28 luglio 2024 | Piazza Armerina (EN)     | Italia | Between Jazz Festival (Piazza Duomo) |
| 16 agosto 2024 | Vasto Marina (CH)        | Italia | Rotonda sul Mare, Viale Dalmazia     |
| 29 agosto 2024 | Porto Santo Stefano (GR) | Italia | Youth Argentario                     |

## Gaia Live Summer 2025
Il Gaia Live Summer 2025 è il quarto tour musicale della cantautrice italiana Gaia, a supporto del suo terzo album in studio Rosa dei venti.

### Scaletta

#### Data zero
1. Intro
2. Fumo blu
3. Maratona
4. Estasi
5. RJ (feat. Lorenzza)
6. Coco Chanel
7. Bandiera
8. Ti fidavi
9. Rosa dei venti
10. Cuore amaro
11. Twin Flames
12. Calma cara (feat. Selton)
13. Io e te (de Leve) (feat. Selton)
14. Fé
15. Addicted
16. Bullet proof
17. Ginga (feat. Francesca Michielin)
18. Salina
19. Paranaue
20. Vento
21. Moon veleno / Mai sola (cartelli)
22. Mare che non sei (feat. Rkomi)
23. Cicatrice
24. What I Say
25. Bela Flor
26. Marina
27. Dea saffica (feat. Elodie)
28. Calma
29. Tokyo
30. Boca
31. Sesso e samba

Encore
1. Chiamo io chiami tu

#### Tour estivo
1. Beijo
2. Fumo blu
3. Maratona
4. Estasi
5. RJ
6. Coco Chanel
7. Bandiera
8. Ti fidavi
9. Rosa dei venti
10. Cuore amaro
11. Twin Flames
12. Fé
13. Addicted
14. Bulletprof
15. Salina
16. Paranauè
17. Moon veleno
18. Mare che non sei
19. Cicatrice
20. What I Say
21. Bela Flor
22. Marina
23. Dea saffica
24. Chega
25. Boca
26. Sesso e samba
27. Chiamo io chiami tu

### Date del tour
| Data                      | Città                        | Stato  | Luogo                                   |
| ------------------------- | ---------------------------- | ------ | --------------------------------------- |
| 7 maggio 2025 (data zero) | Milano                       | Italia | Fabrique                                |
| 25 maggio 2025            | Bitonto (BA)                 | Italia | Piazza Marconi                          |
| 31 maggio 2025            | Livorno                      | Italia | Straborgo                               |
| 3 luglio 2025             | Perugia                      | Italia | Umbria che spacca                       |
| 4 luglio 2025             | Mirano (VE)                  | Italia | Mirano Festival                         |
| 26 luglio 2025            | Piacenza                     | Italia | Palazzo Farnese                         |
| 28 luglio 2025            | Verona                       | Italia | Contaminazioni Festival (Teatro romano) |
| 31 luglio 2025            | Crotone                      | Italia | Crotone Summer Fest 2025                |
| 2 agosto 2025             | Porto Sant'Elpidio (FM)      | Italia | Summer Festival                         |
| 3 agosto 2025             | Rocca di Capri Leone (ME)    | Italia | Piazza Gepy Faranda                     |
| 4 agosto 2025             | Adrano (CT)                  | Italia | Castello normanno                       |
| 6 agosto 2025             | Santa Margherita Ligure (GE) | Italia | Anfiteatro Bindi                        |
| 7 agosto 2025             | La Spezia                    | Italia | Piazza Europa                           |
| 15 agosto 2025            | Brindisi                     | Italia | Lungomare Regina Margherita             |
| 16 agosto 2025            | Olbia (SS)                   | Italia | Red Valley Festival                     |
| 20 agosto 2025            | Gonnesa (CI)                 | Italia | Piazza del Minatore                     |
| 22 agosto 2025            | Palmi (CA)                   | Italia | Piazza I Maggio                         |
| 23 agosto 2025            | Padula (SA)                  | Italia | La Certosa di San Lorenzo               |
| 13 settembre 2025         | Cuneo                        | Italia | Connessioni Festival                    |